# François Abou Salem
François Abou Salem (* 2. Oktober 1951 in Ost-Jerusalem; † 1. Oktober 2011 in Ramallah, Palästinensische Autonomiegebiete) war ein französisch-palästinensischer Komödiant, Autor und Regisseur in Theater und Film.

## Leben
Abou Salems Vater war der ungarische Chirurg und Schriftsteller Lorand Gaspar (1925–2019), seiner Mutter eine französische Bildhauerin. Zwischen 1964 und 1968 besuchte er eine Schule in Beirut im Libanon, die von Jesuiten geführt wurde. Danach war er Komödiant am Théâtre du Soleil in Paris. Anfang der 1970er-Jahre ging er nach Ostjerusalem zurück, um dort seine Fähigkeiten am Theater zu zeigen. Er schuf seine Theatergruppe namens El-Hakawati (Der Geschichtenerzähler), die ab 1978 regelmäßig Tourneen in Europa, den arabischen Ländern und den USA unternahm. Im gleichen Jahr drehte er seinen ersten Film Pain et Sel (Brot und Salz).
Abou Salem wandelte ab 1983 das damals ausgebrannte Kino Al-Nuzha in ein Theater um und wurde dort künstlerischer Leiter. Dort wurden seine eigenen Werke aufgeführt, aber auch Adaptionen wie zum Beispiel Misterio buffo von Dario Fo oder das Lehrstück von Bertolt Brecht Die Ausnahme und die Regel aus dem Jahre 1930, das am 1. Mai 1938 im Kibbuz Givat Chaim im damaligen Mandatsgebiet Palästina uraufgeführt wurde.
In der Zeit zwischen 1989 und 2002 war Abou Salem hauptsächlich in Europa als Regisseur tätig, unter anderem am Koninklijke Vlaamse Schouwburg in Brüssel, bei den Salzburger Festspielen, an der Salzburger Oper und der Opéra du Rhin in Straßburg. Nach seiner Rückkehr nach Palästina gehörte zu seinen Arbeiten das Drama des palästinensischen Autors Hussein Barghouti, später in Nanterre bei Paris eine Mesopotamische Oper Gilgamesch mit Kompositionen von Kudsi Erguner.
Abu Salem starb durch Suizid.
Das El-Hakawati Theatre in Ostjerusalem trägt heute den Ehrentitel „Palästinensisches Nationaltheater“.

## Auszeichnungen
1998 erhielt Abou Salem von Jassir Arafat den Prix Palestine.